# Hypocophus longicalcar
Hypocophus longicalcar is een rechtvleugelig insect uit de familie Anostostomatidae. De wetenschappelijke naam van deze soort is voor het eerst geldig gepubliceerd in 1932 door Karny.